# يان أير
يان أير (بالإنجليزية: Ian Ayre)‏ هو لاعب كرة مضرب أسترالي، ولد في 18 أغسطس 1929 في بريزبان في أستراليا، وتوفي بنفس المكان في 12 أكتوبر 1991.